# Alan z La Roche
Alan z La Roche (także Alanus de Rupe, Rupensis, Alain de la Roche, Błogosławiony Alan lub Błogosławiony Alain de la Roche; ur. około 1428 – zm. 8 września 1475) – teolog Kościoła katolickiego znany ze swej wiary w potęgę modlitwy. Według niektórych badaczy pochodził z Niemiec lub Belgii, ale jego uczeń, Cornelius Sneek, zapewniał, że urodził się w Bretanii. Zmarł w Zwolle w północnej Holandii.
We wczesnej młodości wstąpił do zakonu dominikanów i już w czasie studiów w Saint Jacques w Paryżu wyróżniał się w dziedzinie filozofii i teologii. W latach 1459–1475 nauczał niemal nieprzerwanie w Paryżu, Lille, Douai, Gandawie i w Rostocku w Niemczech, gdzie w roku 1473 otrzymał tytuł magistra teologii. Podczas swych szesnastu lat nauczania stał się znany jako kaznodzieja. Poświęcił się z całą siłą woli nadrzędnej misji, jaką było odtworzenie niemal zapomnianej wiary w siłę zbawienną koronki różańcowej, czego z powodzeniem dokonał w północnej Francji, we Flandrii i Holandii. Założone przezeń w między rokiem 1464 a 1468 w Douai dla regularnego odmawiania Pozdrowienia Anielskiego bractwo
Confratia Psalterii D. N. Jesu Christi et Mariae Virginis stało się pierwowzorem dla istniejących po dziś dzień i wciąż pozyskują nowych wiernych Bractw Różańcowych.
Alanus nie wydał za życia żadnej ze swych prac, ale zaraz po jego śmierci bracia z jego prowincji zakonnej zostali zobowiązani do zbierania jego pism celem publikacji. Ukazywały się drukiem w różnym czasie, wywołując wśród badaczy kontrowersyjne opinie.
Kardynał Nowego Jorku Patrick Joseph Hayes wystawił imprimatur dla broszury zawierającej obietnice w wersji Alanusa. W broszurze tej Alanus stwierdzał, że Matka Boża uczyniła piętnaście obietnic dla odmawiających różaniec.
Jego prace zostały łącznie opublikowane po francusku przez J.G.T. Graesse'a w zbiorze pod tytułem Trésor des livres rares et précieux w roku 1859 w Paryżu.